# 第二次世界大戦におけるルーマニア海軍
第二次世界大戦におけるルーマニア海軍（だいにじせかいたいせんにおけるルーマニアかいぐん）の活動は、枢軸国としてソビエト連邦の黒海艦隊に対して1941年から1944年まで黒海で行われた。主として機雷戦を行ったが、船団護衛、遭遇戦も発生している。

## ルーマニア黒海艦隊
1939年9月の開戦時にルーマニア海軍が保有した戦力は、駆逐艦5隻（マラシュティ、マラシェシュティ、レヂェーレ・フェルディナンド、レヂーナ・マリーア, アミラル・ムルヂェスク (海防艦)）、 機雷敷設艦1隻（アゥロラ）、砲艦4隻（元フランスディリジャント級通報艦）、水雷艇3隻（74T型水雷艇1隻、82F型水雷艇2隻）、魚雷艇3隻（ヴォスパー70フィート型高速魚雷艇3隻）、潜水母艦コンスタンツァ、潜水艦デルフィヌルから構成されていた。これに4隻の商船が改装され、機雷敷設艦として運用された。
大戦中に潜水艦2隻（レキヌル、マルスィヌル）、CB型潜水艇5隻、ヴェデンヤ級魚雷艇6隻、KFK軍用トローラー3隻、MFP揚陸艇3隻、Sボート4隻が加わり、さらに1943年にはイタリアからMAS型魚雷艇7隻を追加した。
ドナウ川河口では、モニター艦ミハイル・コガルニセアヌが沿岸で作戦可能であった。これは河川モニター艦として建造されたものが、1918年の改装により海上での運用に対応したものである。4隻のトロツシュル級砲艇（ドイツ製フェデア級魚雷艇の改装）は、ドナウ川艦隊の所属であったが、6発の爆雷を搭載し対潜作戦にも使用された。6発の爆雷、47mm砲、20mm砲、機銃2挺を有する4隻のV1級（イギリス製のカピタン・ニコラエ・ラスカル・ボグダン級河川魚雷艇が改名したもの）も同様に運用された。

## 黒海における運用
ソビエト連邦によるコンスタンツァ襲撃への応戦が、ルーマニア海軍にとっての緒戦かつ唯一の艦隊主力による戦闘となった。マラシュティ、レヂーナ・マリーア、アミラル・ムルヂェスクの3隻は、ルーマニア指揮下のドイツ軍ティルピッツ沿岸砲台からの支援下でキーロフ級軽巡洋艦ヴォロシーロフとレニングラード級駆逐艦ハリコフ、モスクワ、爆撃機SBに対する防戦を行った。この戦闘でルーマニアの損失は燃料タンク数基に留まり、ソビエトはモスクワが回避行動の結果機雷原に進入し、沈没した。
1941年7月9日、黒海に面したマンガリア付近で、砲艦ロコテネント・コマンドール・スティーヒ・エウヂェンが潜望鏡を発見、水雷艇ナルカ、魚雷艇ヴィスコルル、ヴィジェリャに連絡した。当初SC型潜水艦Shch-206はナルカに対して20mm砲を発砲、その後潜航したが、3隻の爆雷により撃沈された。
1941年7月15日、スリナ近海でソビエト連邦空軍によって機雷敷設艦アゥロラが撃沈された。これが、第二次世界大戦でルーマニア海軍が失った最大の艦艇となった。
1941年12月17日、ベッサラビア付近の沿岸でブルガリア、ハンガリー両国の船団護衛中のレヂェーレ・フェルディナンドが、爆雷により船団に魚雷攻撃を行い失敗したM型潜水艦M-59を撃沈した。
1942年10月1日、ドイツ輸送船ザルツブルクを攻撃し、沈没させたM-118が、ドイツの飛行艇BV 138Cにより発見された。砲艦スブロコテネント・ギクレスクとロコテネント・コマンドール・スティーヒ・エウヂェンが向かい、爆雷によって撃沈した。
1944年4月から5月にかけてのクリミアからの撤退戦は、ルーマニア海軍にとって第二次世界大戦でもっとも複雑かつ大規模な作戦となった。4月15日から5月14日まで、多数のドイツ、ルーマニア両国の艦艇がセヴァストポリとコンスタンツァを結ぶ船団を護衛した。作戦規模と重要性により、当時の黒海で枢軸国最大の艦である駆逐艦4隻を擁するルーマニアの駆逐艦隊全てが作戦に加わることとなった。もっとも激しい戦いは、最終段階となった5月10日から14日にかけて発生し、沿岸からの砲撃と航空機による攻撃にさらされ続けながら、3万人以上を輸送した。ルーマニアは18,000人を輸送し、両国の船団は113,000人をクリミア半島から脱出させた。その内63,000人以上は、4月15日から25日にかけての第一段階によるものである。この作戦によりルーマニア海軍の司令官ホリャ・マチェラリウ少将は騎士鉄十字章を授与された。この撤退戦でルーマニア海軍に損失した艦はなかったが、不発に終わったもののレヂェーレ・フェルディナンドが航空爆弾の直撃を燃料タンクに受けている。不発弾は、作戦終了後数日して撤去された。4月25日から5月10日に至る第二段階では、セヴァストポリ付近で2つの戦闘が発生した。4月18日には、L型潜水艦L-6がスブロコテネント・ギクレスクからの2度の爆雷投下により損傷、多数の気泡が生じた。その後、ドイツ駆潜艇UJ-104によってL-6は撃沈された。4月27日には、スブロコテネント・ギクレスクとMFP揚陸艇PTA-404と406を含む船団が、UJ-104を攻撃したG-5型魚雷艇3隻と遭遇。スブロコテネント・ギクレスクからの曳光弾に照らされた魚雷艇に対して攻撃が行われ、G-5型魚雷艇TKA-332が被弾、沈没した。
1944年8月20日にソビエト連邦によるルーマニア侵攻作戦であるヤッシー＝キシナウ攻勢が開始され、同日にソビエト連邦空軍によって行われたコンスタンツァに対する大規模な空襲により、水雷艇ナルカを失った。その後1944年8月23日に、ルーマニア革命が発生し、ルーマニアは降伏した。

### 機雷戦
ルーマニア海軍の戦果と損失の双方の多くを占めるのが、機雷である。
バルバロッサ作戦前の1941年6月16日から19日にかけて、アミラル・ムルヂェスクと改装敷設艦2隻がコンスタンツァ沖に1000個の機雷を敷設した。翌週、モスクワがこの機雷によって沈没している。コンスタンツァ沖の機雷は、第二次世界大戦を通して潜水艦4隻（Shch-213、M-25、M-34、Shch-208）を沈めた。
10月7日から16日には、アミラル・ムルヂェスクと改装敷設艦2隻でブルガリア沿岸に機雷原4つ、部分的な機雷原1つを構築した。潜水艦4隻（S-34、L-24、Shch-210、Shch-211）が、これらの機雷原で失われている。
11月9日、ルーマニアの魚雷艇ヴィフォルルとヴィジェリャが、オデッサ付近でソビエトの機雷により沈没した。
1941年6月24日、アミラル・ムルヂェスクと改装敷設艦1隻がオデッサ沖に機雷を敷設した。この機雷は潜水艦2隻（M-33、M-60）と、砲艇2隻（YA-26、YA-27）を沈めている。
1942年10月29日から30日と11月5日には、ズミイヌイ島を防護するため機雷原2つを構築した。12月11日に潜水艦Shch-212がこの機雷により沈没した。17日には潜水艦M-31が沈没しているが、1943年にマラシェスティによる撃沈とする説もある。

## 揚陸作戦への支援

### ミュンヘン作戦
ドナウ・デルタのルーマニア海軍・海兵がドイツ、ルーマニア両国の陸軍を支援した、ベッサラビア奪還を目的としたミュンヘン作戦は、1941年7月に開始された。第17海兵歩兵大隊の砲撃支援はペリプラヴァ方面で実施され、ソビエト連邦の砲艇6隻を撃沈した。イサクチェアでも1隻が海兵歩兵中隊の河川砲兵によって撃沈されている。洋上での会敵は7月13日と14日にドナウ川河口付近で発生し、両日ともミハイル・コガルニセアヌが、ソビエト連邦の艦に損傷を与えた。後にこの艦は、河川モニター艦ウダルニィと判明した。これらの活動は枢軸国陸上部隊の北進に伴って行われ、ソビエト連邦のドナウ川艦隊が7月18日から翌日にかけて撤退すると、ルーマニア海兵がキリア支流で渡河しブジャク（南ベッサラビア）を占領した。

### オデッサ攻略
ルーマニアが主力となったオデッサの戦いでは、海軍は占領したオチャーキウ（ルーマニア名オチェアコヴ（Oceacov）またはヴォジャ（Vozia））港から魚雷艇を運用した。目的はソビエト連邦軍の連絡線・補給線に圧力を加えることであった。1941年9月18日夜、ヴィスコルルとヴィジェリャは、ソビエト連邦の船団を発見、至近の駆逐艦に対して各2発の魚雷を使用した。雷撃は1発が命中し、損傷を与えたものの、起爆することはなかった。

### クリミア戦線
1941年11月2日、ドイツ、ルーマニア両国の陸軍の進撃を支援中に海軍は保有する唯一の潜水艦（1942年末まで、枢軸国が黒海で運用した唯一の潜水艦でもある）デルフィヌルを、クリミア半島沖の哨戒に投入した。11月6日未明、ヤルタ沖4マイルでデルフィヌルはソビエト連邦の貨物船ウラレツ（1,975 t）を雷撃、これを沈めた。デルフィヌルはトルコ沿岸を通るルートで、ソビエト連邦からの80発にも達する爆雷による追撃を逃れ、翌日コンスタンツァに帰港した。

### 海軍航空隊
ルーマニア海軍航空隊は4個飛行隊を保有していた。第101飛行隊はサヴォイア・マルケッティ S.62とサヴォイア・マルケッティ S.65からなる飛行艇6機、第102飛行隊はHe 114水上機10機、第53飛行隊はホーカー ハリケーン8機、第16飛行隊はIAR 378機で編成されていた。海軍航空隊は黒海北西部沿岸での枢軸国の攻勢には常に共働し、その中にはクリミア戦線への支援も含まれている。数百もの船を発見・報告し、沿岸防衛に顕著な貢献をした。戦闘においては、1942年末までにソビエト連邦の2000tの輸送船を撃沈、砲艇・魚雷艇各1隻、潜水艦4隻に損傷を与えている。一方、撃墜または事故によって、8機が失われている。

## 降伏後
枢軸国側に属した3年間の戦闘を通じて、ルーマニア海軍は主力艦である駆逐艦と潜水艦を失うことはなかったが、これは第二次世界大戦に参戦した各国の中で唯一の結果となった。
降伏後ルーマニアの艦艇は、9月以降ソビエト連邦海軍によってコーカサスの港へ移され、終戦まで運用された。旧式の艦艇は1945年に返還され、レヂェーレ・フェルディナンド級駆逐艦のような比較的新型の艦艇は1950年代初めまでソビエト連邦海軍により黒海艦隊で運用され、アミラル・ムルヂェスク等いくらかの艦艇は返還されなかった。

## 画像

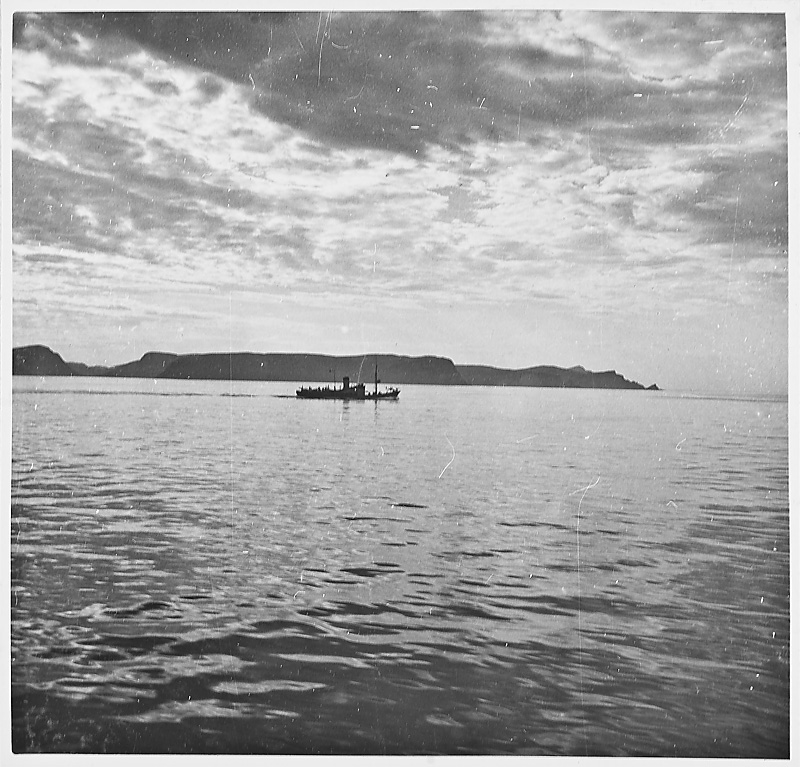
ドイツ海軍駆潜艇

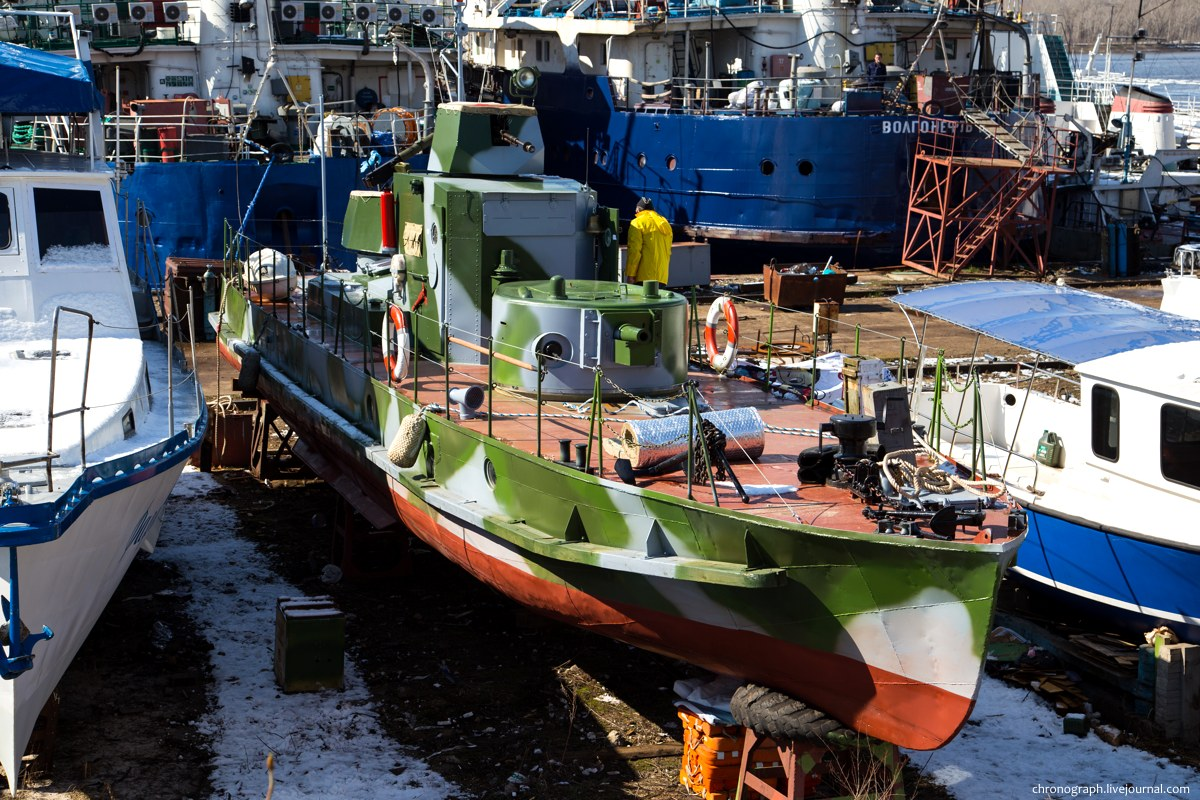
BK-1型砲艇のレプリカ
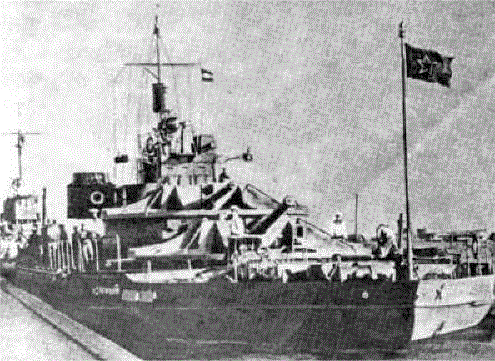
ウダルニィ
G-5型魚雷艇
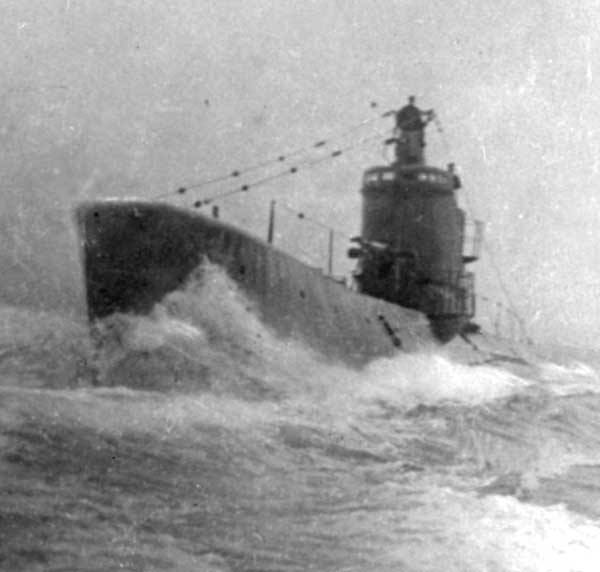
L-24

ルーマニア海軍

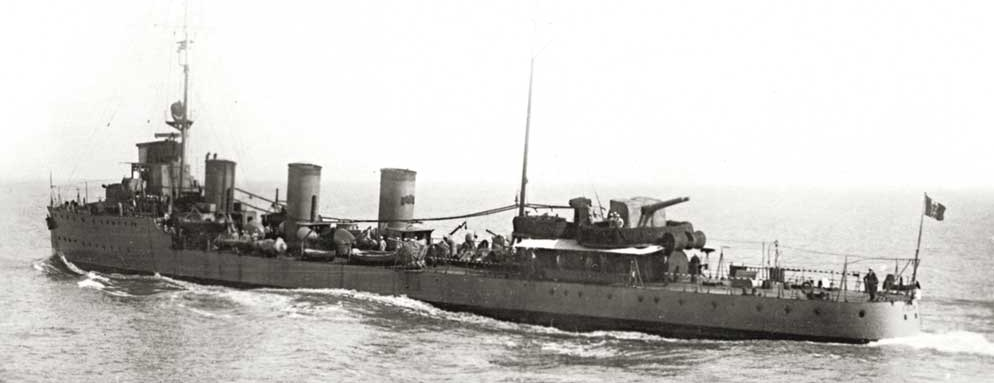
マラシュティ
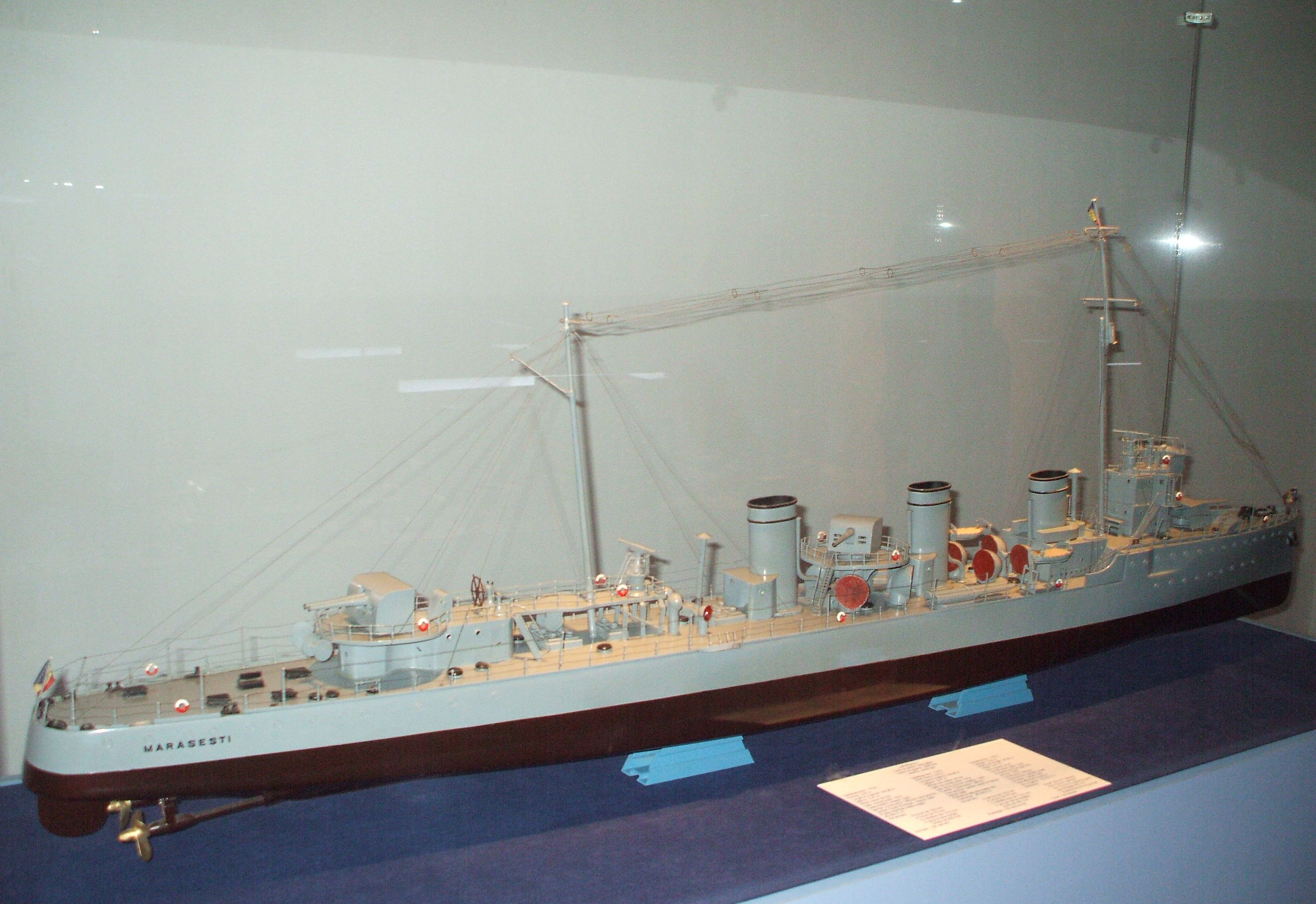
マラシェシュティの模型
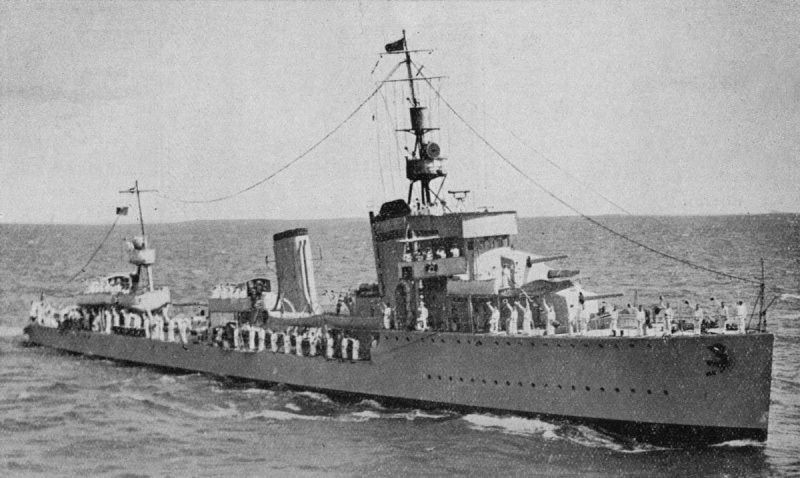
レヂェーレ・フェルディナンド
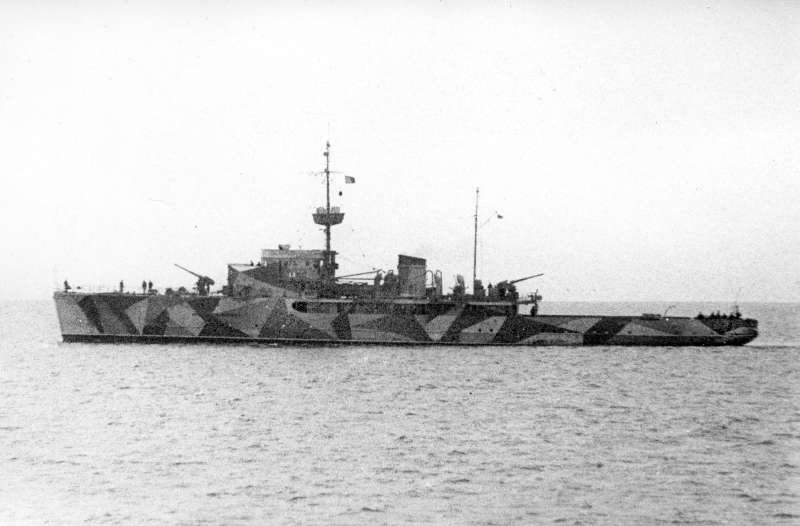
アミラル・ムルヂェスク
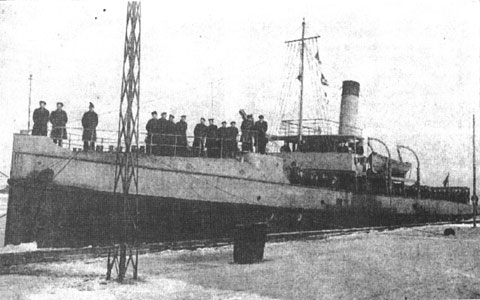
アゥロラ
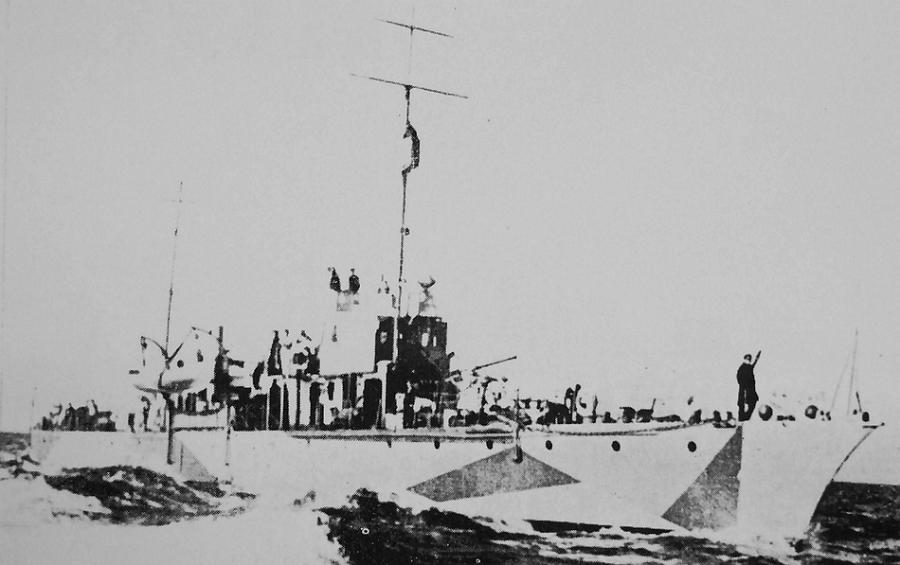
ロコテネント・コマンドール・スティーヒ・エウヂェン
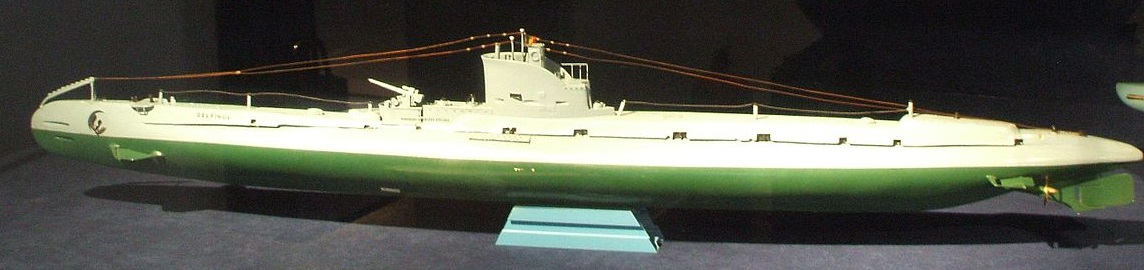
デルフィヌルの模型
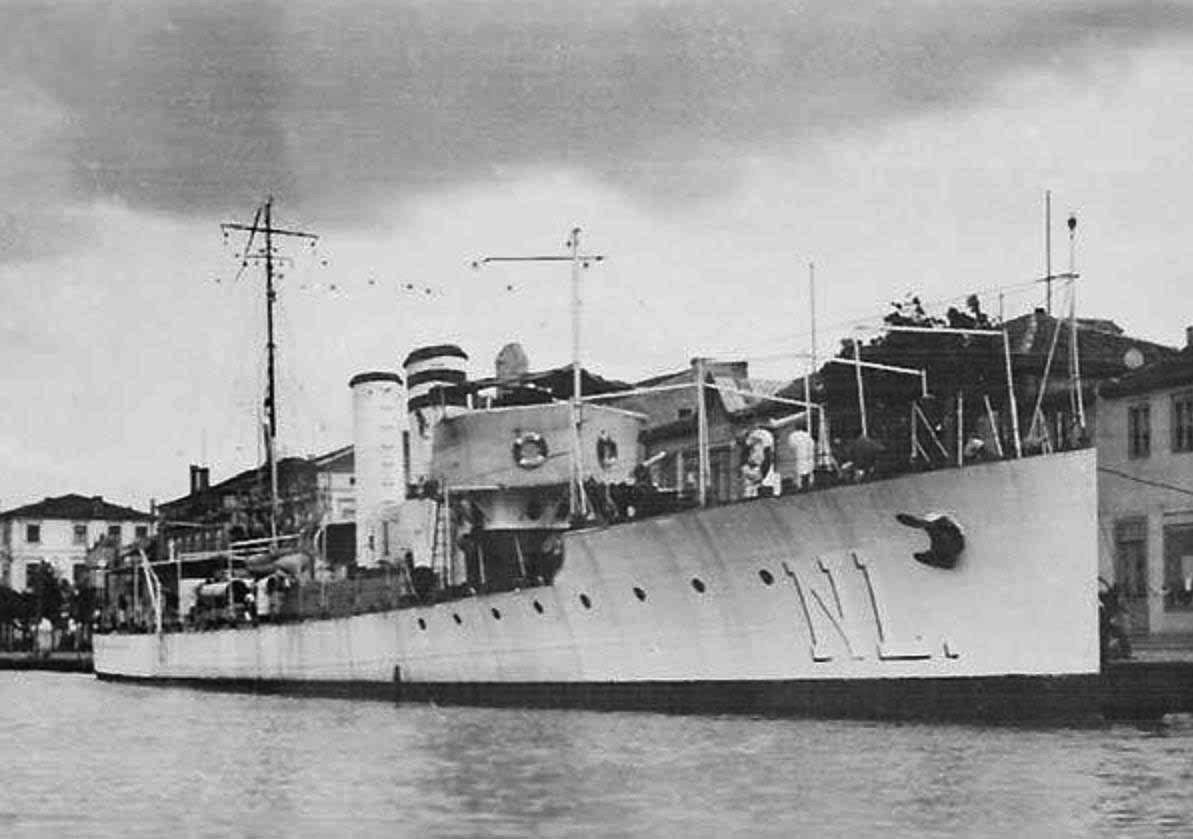
ナルカ
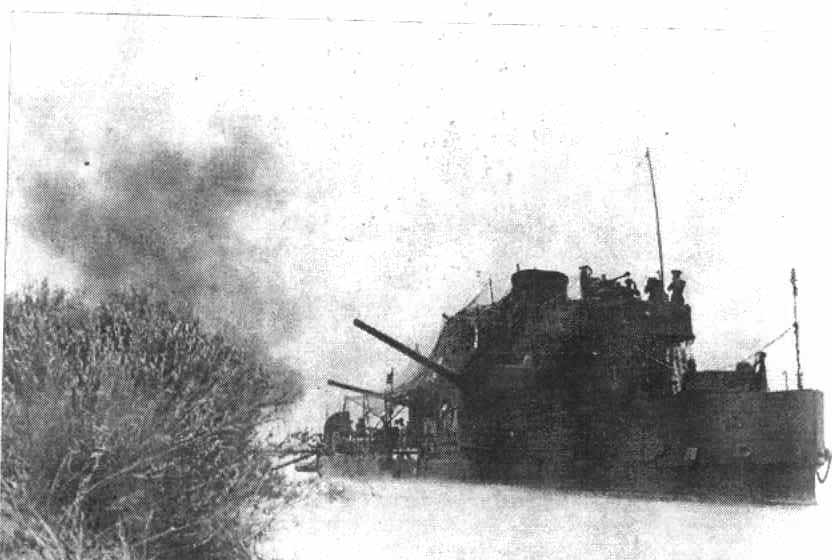
ミハイル・コガルニセアヌ
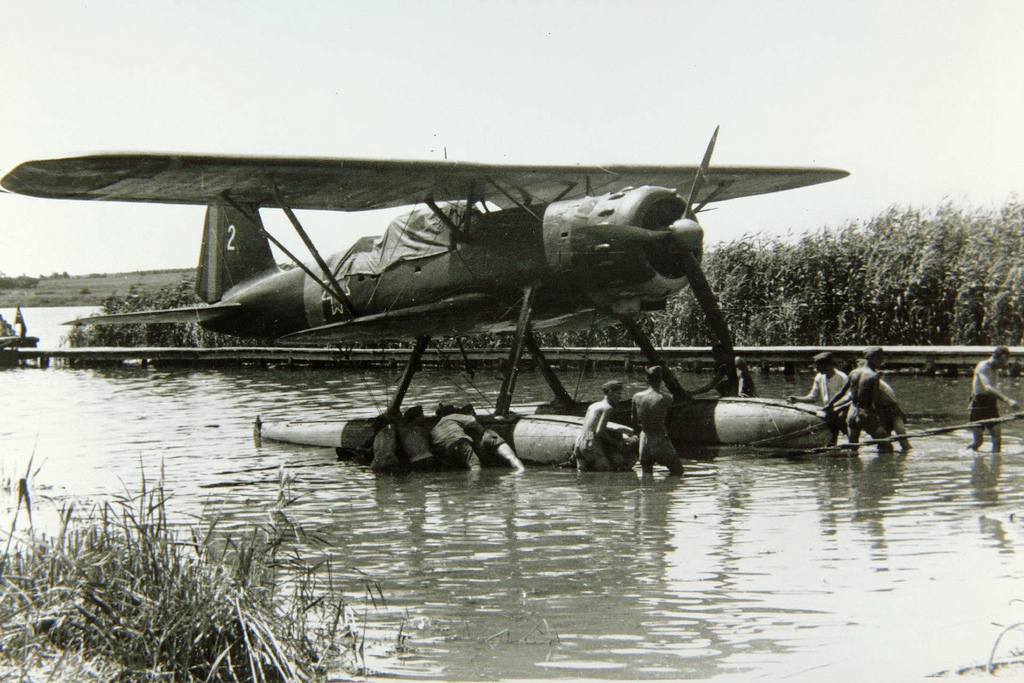
He 114

ドイツ
- ドイツ海軍駆潜艇

ソビエト連邦
- BK-1型砲艇のレプリカ
- ウダルニィ
- G-5型魚雷艇
- L-24

## 関連文献
- Statiev, Alexander (2008). “Romanian Naval Doctrine and Its Tests in the Second World War”. War in History 15 (2):  191–210.